# Biografielijst Ou

## Oua
- Abdeslam Ouaddou (1978), Marokkaans voetballer
- Idir Ouali (1988), Frans/Algerijns voetballer
- Hamid Oualich (1988), Frans atleet
- Hamza Aït Ouamar (1986), Algerijns voetballer
- Josselin Ouanna (1986), Frans tennisser
- Alassane Ouattara (1942), Ivoriaans politicus en president

## Oub
- Borja Oubiña (1982), Spaans voetballer
- Piet Ouborg (1893-1963), Nederlands kunstschilder
- Maaike Ouboter (1992), Nederlands zangeres
- Fernand Oubradous (1903-1986), Frans componist, fagottist en docent

## Ouc
- Patrick Ouchène (1966), Belgisch rockabillyzanger

## Oud
- Hans Oud (1919-1996), Nederlands ingenieur, architect en publicist
- Ko Oud (1890-1963), Nederlands architect
- Pieter Oud (1886-1968), Nederlands politicus
- Sam Oud (1978), Nederlands kanovaarder
- Niels Oude Kamphuis (1977), Nederlands voetballer
- Thomas Oude Kotte (1996), Nederlands voetballer
- Joseph Oudeman (1942), Nederlands geestelijke
- Anthonie Cornelis Oudemans (1858-1943), Nederlandse zoöloog
- Jean Abraham Chrétien Oudemans (1827-1906), Nederlands astronoom
- Wouter Oudemans (1951), Nederlands filosoof
- Alfred Den Ouden (1947), Nederlands folkmuzikant en -zanger
- Danny den Ouden (1970), Nederlands voetballer
- Frits Jan Willem den Ouden (1914-2012), Nederlands militair en ridder in de Militaire Willems-Orde
- Geert den Ouden (1976), Nederlands voetballer
- Hugh den Ouden, Nederlands pianist, dirigent, arrangeur en producent
- Jan den Ouden (1963), Nederlands ingenieur en doctor
- Jan Adrianus den Ouden (1916-1942), Nederlands houtbewerker
- Marinus den Ouden (1909-1951), Nederlands militair, commandant Nederlands Detachement Verenigde Naties (Korea)
- Martijn den Ouden (1983), Nederlands dichter en beeldend kunstenaar
- Natascha den Ouden (1973), Nederlands wielrenster
- Roelof den Ouden (1978), Nederlands schrijver van jeugdliteratuur
- Willem den Ouden (1928-2025), Nederlands schilder, graficus, tekenaar en beeldhouwer
- Willy den Ouden (1918-1997), Nederlands zwemster
- Gonny van Oudenallen (1957), Nederlands producer, presentator, ondernemer en politica
- Jacob van Oudenhoven (1601-1690), Nederlands gereformeerd predikant en historicus
- Piet Ouderland (1933-2017), Nederlands voetballer, honkballer en basketballer
- John Oude Wesselink (1950), Nederlands voetballer
- Melanie Oudin (1991), Amerikaans tennisster
- Nicolas Charles Oudinot (1767-1847), Frans generaal en maarschalk
- Jaap Oudkerk (1937-2024), Nederlands wielrenner
- Johannis Oudkerk (1900-1944), Nederlandse verzetsstrijder
- Rob Oudkerk (1955), Nederlands politicus en huisarts
- Piet Oudolf (1944), Nederlands tuinarchitect
- Jean-Baptiste Oudry (1686-1755), Frans schilder en ontwerper
- Peter den Oudsten (1951), Nederlands politicus en burgemeester
- Aad Oudt (1946), Nederlands zwemmer
- Bas Oudt (1956-2014), Nederlands grafisch ontwerper

## Oue
- Eiji Oue (1957), Japans dirigent
- Nicolas Ouédec (1971), Frans voetballer
- Élodie Ouédraogo (1981), Belgisch atlete
- Fulgence Ouedraogo (1986), Frans rugbyer
- Philippe Ouédraogo (1945), Burkinees geestelijke
- Rabaki Jérémie Ouedraogo (1973), Burkinees wielrenner
- Rahim Ouédraogo (1980), Burkinees voetballer
- Marc Ouellet (1944), Canadees geestelijke
- Maryse Ouellet (1983), Canadees model en professioneel worstelaarster
- Ouen (609-686), Frans heilige

## Ouf
- Mohamed Oufkir (1920-1972), Marokkaans generaal en minister

## Oug
- William Oughtred (1574-1660), Engels wiskundige

## Oui
- Ouida (1839-1908), Brits schrijfster
- Francis Ouimet (1893-1967), Amerikaans golfer

## Ouk
- Mustapha Oukbih (1964-2017), Nederlands-Marokkaans journalist
- Robert Ouko (1948-2019), Keniaans atleet en sportbestuurder

## Oul
- Obbi Oulare (1996), Belgisch voetballer
- Souleymane Oulare (1972), Guinees voetballer
- Bilal Ould-Chikh (1997), Nederlands voetballer
- Henriette d'Oultremont de Wégimont (1792-1864), Belgisch/Nederlands 2e echtgenote van de afgetreden koning Willem I

## Oum
- Aboubakar Oumarou (1987), Kameroens voetballer
- Seyni Oumarou (1950), Nigerees politicus

## Oun
- Adam Ounas (1996), Frans/Algerijns voetballer

## Our
- Patrik Ouředník (1957), Tsjechisch schrijver
- Gérard Oury (1919-2006), Frans filmregisseur, scenarioschrijver en filmacteur

## Ous
- Dominik Ouschan (1984), Oostenrijks voetbalscheidsrechter
- Mahamane Ousmane (1950), Nigerees politicus
- Maria Ouspenskaya (1876-1949), Russisch actrice
- Mohamed Ousserir (1978), Algerijns voetballer
- Pieter Oussoren (1943), Nederlands predikant en (Bijbel)vertaler
- Émile Oustalet (1844-1905), Frans ornitholoog, museumconservator en hoogleraar
- John Ousterhout (1954), Amerikaans natuurkundige en informaticus

## Out
- Elvira Out (1968), Nederlands actrice
- Marco Out (1970), Nederlands politicus
- Rob Out (1939-2003), Nederlands omroepdirecteur, radio-dj en zanger
- Mary Outerbridge (1852-1886), Amerikaans tennisser
- Paul Outerbridge (1896-1958), Amerikaans fotograaf
- Cornelis van Outhoorn (na 1635-1708), Nederlands raad van Indië
- Willem van Outhoorn (1635-1720), Nederlands Gouverneur-generaal van de VOC
- Jean d'Outremeuse (1338-1399), Luiks kroniekschrijver
- Nathan Outteridge (1986), Australisch zeiler

## Ouw
- Albert van Ouwater (±1410-1475), Nederlands kunstschilder
- Isaac Ouwater (1748-1793), Nederlands kunstschilder
- Edwin Ouwehand (1969), Nederlands radio-dj en voice-over
- Esther Ouwehand (1976), Nederlands politica
- Rob Ouwehand (1951), Nederlands voetballer
- Roos Ouwehand (1968), Nederlands actrice
- Frank Ouweneel (1950), Nederlands bijbelleraar
- Gerard Ouweneel (1937), Nederlands columnist en ornitholoog
- Willem Ouweneel (1944), Nederlands bioloog, filosoof en theoloog
- John Ouwerx (1903-1983), Belgisch jazzpianist, dirigent en componist
- Eddy Ouwens (1946-2009), Nederlands componist en muziekproducer
- Kees Ouwens (1944), Nederlands dichter en schrijver
- Pieter Ouwens (1720-1786), Nederlands jurist en politicus
- Rutger Ouwens (1766-1843), Nederlands burgemeester
- Valentijn Ouwens (1947), Nederlands acteur
- Dulci Ouwerkerk (1920-2016), Nederlands violiste
- Fockeline Ouwerkerk (1981), Nederlands actrice
- Hans Ouwerkerk (1941), Nederlands politicus
- Jelmer Ouwerkerk (1994), Nederlands acteur
- Joris Ouwerkerk (1992), Nederlands snowboarder
- Frederik Ouwerling (1883-1960), Nederlands archivaris
- Hendrik Ouwerling (1861-1932), Nederlands onderwijzer en historicus
- Jane Ouwerx (1870-1952), Belgisch politica en feministe; meisjesnaam van Jane Brigode

## Ouy
- Ahmed Ouyahia (1952), Algerijns diplomaat en premier